# Lauren Goode

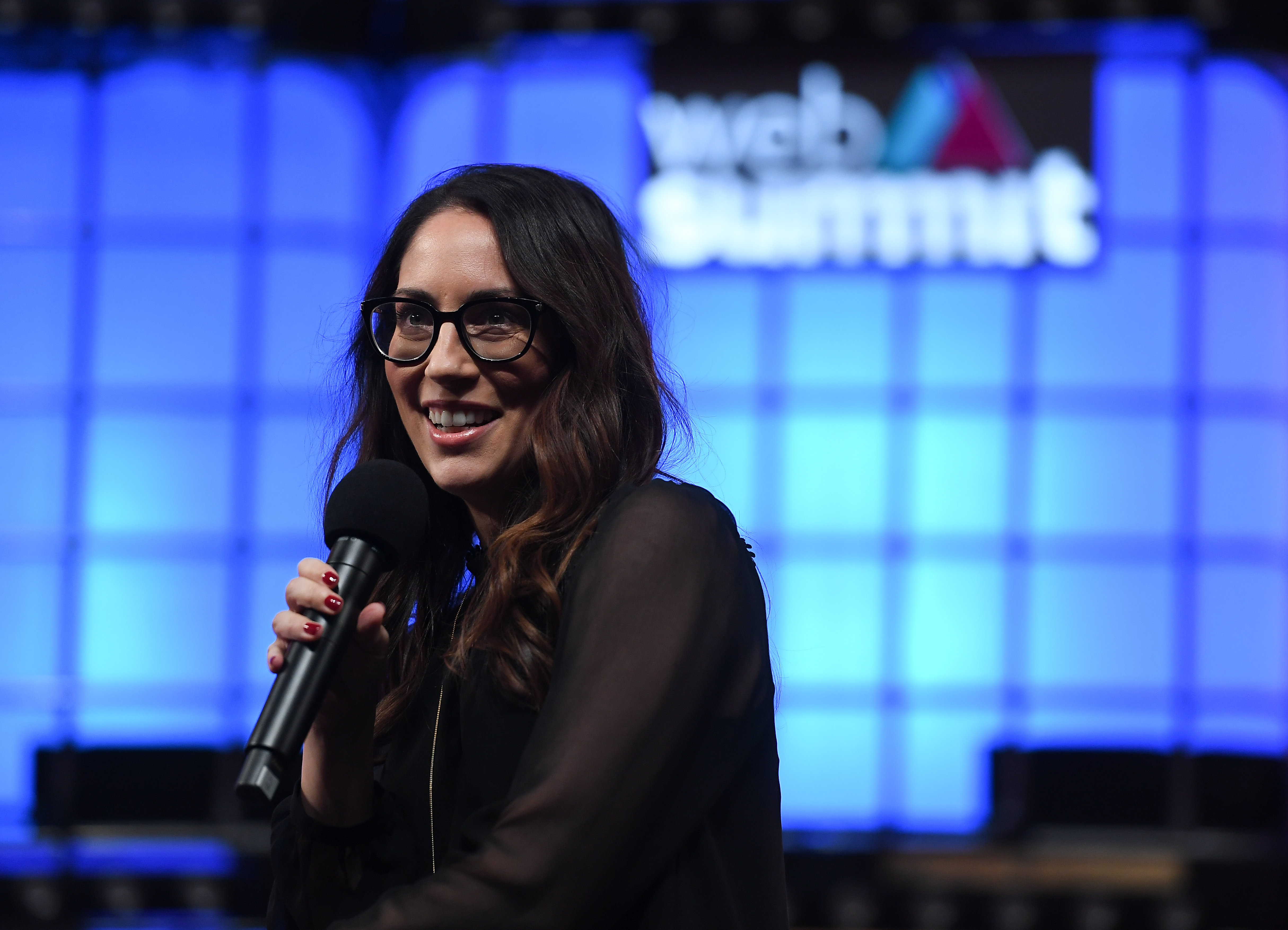

Lauren Goode ist eine US-amerikanische Technikjournalistin. Sie arbeitet als Senior Writer bei der Zeitschrift Wired, zuvor war sie leitende Redakteurin (Senior Editor) bei der Website The Verge und Managing Editor beim Technologieblog Recode.

## Karriere
Lauren Goode besuchte die Clark University in Worcester, Massachusetts, und die Stanford University in Stanford, Kalifornien, wo sie ihr Studium in Kommunikationswissenschaft mit dem akademischen Grad des Masters abschloss.
Ihre Karriere begann Goode beim Sportfernsehsender ESPN als Produktionsassistentin. Ab 2003 arbeitete sie als Produzentin und Autorin bei Fernsehsendern des A+E Networks. 2008 begann sie ihre Arbeit als Videojournalistin und Reporterin beim Wall Street Journal. In dieser Zeit fiel unter anderem der Aufbau eines Video-Angebots als Echtzeitübertragung in ihre Zuständigkeit, außerdem fungierte sie als Komoderatorin der täglich ausgestrahlten Fernsehshow zu technologischen Themen Digits. Beim Wall Street Journal traf sie auf die Technikjournalisten Walter Mossberg und Kara Swisher, die sie ab 2011 zu All Things Digital brachten, wie auch das Wall Street Journal ein Tochterunternehmen der News Corporation.
Am Jahresende 2014 verließ Goode All Things Digital und ging zu Recode, dessen durch Mossberg und Swisher eigenständig aufgebauten Nachfolger. Dort war sie als Chef vom Dienst (managing editor) mit den Produktrezensionen und der Berichterstattung zur Verbraucherelektronik betraut. Im Zuge des Aufkaufs von Recode durch Vox Media wechselte sie intern zur Website The Verge, wo sie als leitende Redakteurin (Senior Editor) arbeitet. Sie ist weiterhin Komoderatorin von Kara Swisher beim wöchentlich erscheinenden Recode-Podcast Too Embarrassed to Ask und führt Interviews bei den Code Conferences durch, welche von Recode organisiert werden. Darüber hinaus ist sie für den Fernsehsender CNBC tätig.
Im Jahr 2017 veröffentlichte Lauren Goode mit The Verge exklusiv auf YouTube die vierteilige Webserie Next Level with Lauren Goode über noch nicht marktreife Zukunftstechnologien. Noch im selben Jahr wurde diese Webserie um eine zweite Staffel mit Beginn der Ausstrahlung am 7. November 2017 verlängert.
Seit April 2018 arbeitet Lauren Goode als Senior Writer für Wired, was sie am 23. März 2018 bekannt gab.